# Avolette

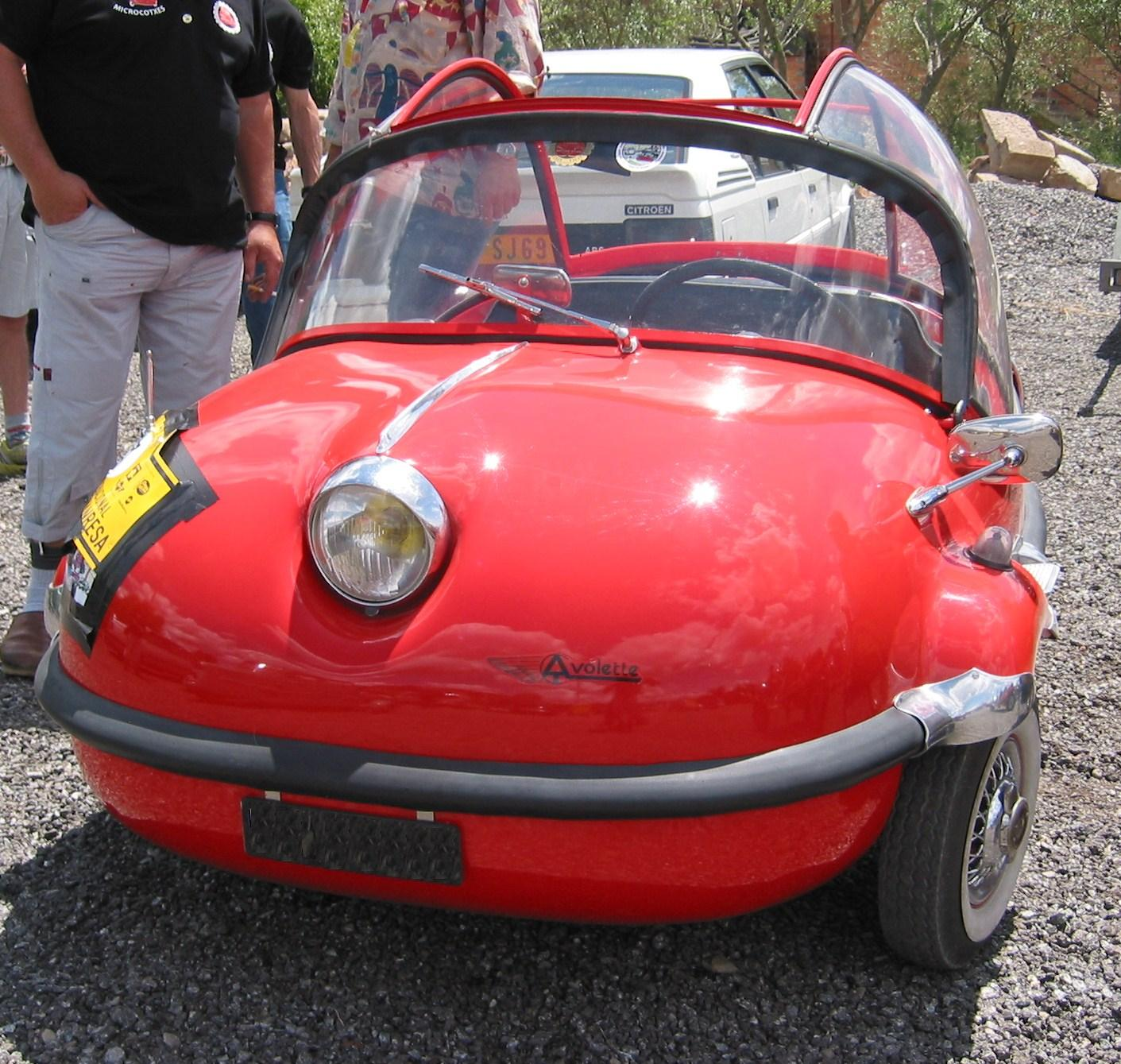
Avolette

Avolette war eine französische Automarke.

## Unternehmensgeschichte
Das Unternehmen Société Air Tourist aus Paris begann 1955 mit der Produktion von Automobilen. 1958 endete die Produktion.

## Fahrzeuge
Das einzige Modell entstand nach einer Lizenz von Egon Brütsch und war ein Dreirad, bei dem sich das einzelne Rad hinten befand. Der Einzylindermotor befand sich im Heck. Es wurden Einbaumotoren von Lambretta, Maico, Sachs und Ydral mit Hubräumen zwischen 125 cm³ und 250 cm³ verwendet.